# Hemilea formosana
Hemilea formosana är en tvåvingeart som beskrevs av Tokuichi Shiraki 1933. Hemilea formosana ingår i släktet Hemilea och familjen borrflugor.
Artens utbredningsområde är Taiwan. Inga underarter finns listade i Catalogue of Life.